# David J. Thouless
David J. Thouless   (Bearsden, 21 de setembre de 1934 - Cambridge, 6 d'abril de 2019) va ser un físic escocès especialitzat en física de la matèria condensada, guanyador del Premi Wolf i llorejat amb el Premi Nobel de Física en 2016, juntament amb Duncan Haldane i J. Michael Kosterlitz pels descobriments teòrics de les fases topològiques de la matèria i transicions de fases topològiques. Va ser membre de la Royal Society.

## Formació i àmbit investigador
Thouless estudià al Winchester College i va obtenir una llicenciatura al Trinity Hall, Cambridge el 1955. Va obtenir el seu doctorat de física teòrica a la Universitat de Cornell el 1958, on Hans Bethe va ser el seu director de tesi.
Fou investigador postdoctoral a la Universitat de Califòrnia a Berkeley (Estats Units) entre 1958 i 1959, ajudant de recerca en la Universitat de Birmingham (Regne Unit) entre 1959 i 1961, conferenciant en la Universitat de Cambridge entre 1961 i 1965, professor de física matemàtica a la Universitat de Birmingham entre 1965-1978, professor de ciències aplicades en la Universitat Yale (New Haven, (Estats Units)
entre el 1979 i 1980 i professor de física en la Universitat de Washington (Seattle, Estats Units) entre 1980 i 2003.
Des del 2003 fins a l'actualitat és professor emèrit de física en la Universitat de Washington.
Thouless ha fet moltes aportacions teòriques per a la comprensió de sistemes estesos d'àtoms i electrons i de nucleons. La seva obra inclou treballs sobre fenòmens de superconductivitat, de les propietats de la matèria nuclear i de moviments col·lectius d'estats exitats dins de nuclis. Entre les seves contribucions, de particular importància, són els treballs sobre la transició de Kosterlitz-Thouless.

## Premis i distincions
Thouless és membre de la Royal Society, de la American Physical Society, de l'Acadèmia Americana de les Arts i les Ciències
i de la Acadèmia Nacional de Ciències dels Estats Units. Entre els seus premis hi ha el Premi Wolf de Física (1990), la Medalla Paul Dirac de l'Institut britànic de Física (1993), el Lars Onsager Prize de la American Physical Society (2000), i el Premi Nobel de Física (2016).

## Publicacions seleccionades
- Kosterlitz, J. M.; Thouless, D. J. «Ordering, metastability and phase transitions in two-dimensional systems». Journal of Physics C: Solid State Physics, 1973, pàg. 1181-1203. DOI: 10.1088/0022-3719/5/8/007. ISSN: 0022-3719.
- Thouless, D.; Kohmoto, M.; Nightingale, M.; den Nijs, M. «Quantized Hall Conductance in a Two-Dimensional Periodic Potential» (en anglès). Phys. Rev. Lett, 49, 1982, pàg. 405. DOI: 10.1103/PhysRevLett.76.1130.
- Thouless, David J. Topological Quantum Numbers in Nonrelativistic Physics (en anglès).  World Scientific Publishing Co. Pte Ltd, 1998. ISBN 978-981-02-3025-8, 978-981-02-2900-9, 978-981-4498-03-6.
- Thouless, David J. The quantum mechanics of many-body systems.  Academic Press, 1972 (Pure and applied physics series). ISBN 978-0-486-49357-2.